# Edward Stachura
Edward Jerzy Stachura (Charvieu-Chavagneux, 18 agosto 1937 – Varsavia, 24 luglio 1979) è stato un poeta, scrittore e cantautore polacco.

## Biografia
Stachura nacque in una famiglia di immigrati polacchi a Charvieu, nel dipartimento dell'Isère (Francia). Era il secondo figlio di Stanisław e Jadwiga Stachura.
Nel novembre 1948, la famiglia tornò in Polonia e si stabilì a Łazieniec con Aleksandrów Kujawski.
Nel periodo 1957-1965 Stachura studiò lingue romanze presso l'Università Cattolica di Lublino e l'Università di Varsavia.
Tradusse dallo spagnolo e dal francese, le opere di Jorge Luis Borges, Gaston Miron e Michel Deguy, e scrisse anche canzoni.
Stachura morì il 24 luglio 1979 a Varsavia dopo un episodio schizofrenico paranoico per suicidio.

## Opere
- Jeden dzień, 1962
- Dużo ognia, 1963
- Falując na wietrze, 1966
- Przystępuję do ciebie, 1968
- Po ogrodzie niech hula szarańcza, 1968
- Cała jaskrawość, 1969
- Siekierezada albo Zima leśnych ludzi, 1971
- Piosenki, 1973
- Piosenki, 1974
- Kropka nad ypsylonem 1975
- Opowiadania, 1977
- Się, 1977
- Missa pagana, 1978
- Fabula rasa, 1979
- Dużo ognia i tak dalej, 1978
- Oto, 1979

## Filmografia
- Siekierezada (1985), regia di  Witold Leszczyński